# Manuel Castro (piłkarz)
Luis Manuel Castro Cáceres (ur. 27 września 1995 w Durazno) – urugwajski piłkarz występujący na pozycji skrzydłowego, od 2023 roku zawodnik meksykańskiego Juárez.